# Hartwood Acres Park
Hartwood Acres es un parque en Allegheny, Pensilvania, Estados Unidos. Está considerada la joya de la corona de una red de nueve parques distintos.
Adquirido por el condado en 1969, es una de las fincas más grandes y espectaculares de la región. Consta de una majestuosa mansión Tudor (comenzada en 1927 y terminada en 1929), un jardín formal de estilo inglés, una cabaña, un complejo de establos y un portón (erigido en 1927). La mansión, diseñada por Alfred Hopkins para John y Mary Flinn Lawrence, alberga una colección de antigüedades inglesas y americanas originales.
Está ubicado a 10 millas (16,1 km) al noreste del centro de Pittsburgh en terrenos en gran parte boscosos en los municipios de Hampton e Indiana . El parque también ofrece un área de conciertos de gran escenario donde se lleva a cabo la Serie de Conciertos Gratis de Verano, así como el Festival de Música del Condado de Allegheny, y 30 millas (48,3 km) de senderos: cabalgatas, caminatas, caminatas, ciclismo y esquí de fondo. Hartwood es especialmente conocido por su ahora desaparecido "Festival of Lights", una gran exhibición de luces al aire libre que alguna vez se llevó a cabo durante la temporada navideña para beneficiar a organizaciones benéficas locales.

## Historia
Mary Flinn Lawrence, una filántropa de Pittsburgh, creó Hartwood con el dinero que heredó de su padre, el senador William Flinn . En la década de 1920, ella y su esposo, John Lawrence, le pidieron al arquitecto Alfred Hopkins que tomara prestados elementos de diseño de una casa solariega que los Lawrence habían visto en Broadway, Oxfordshire, Inglaterra . El resultado fue una majestuosa casa de piedra con techo de pizarra de 31 habitaciones construida alrededor de un gran salón.
Mary transformó los terrenos de su propiedad en un escaparate de artes ecuestres, construyendo senderos para montar a caballo que se extienden por millas, pistas de espectáculos, diseños de carreras de obstáculos y establos cubiertos de hiedra. Los patios de las cuadras están hechos de roble barnizado.
La Comisión de Parques de Allegheny compró 400 acres (1,6 km²)   de tierra y caminos ecuestres de María (Juan murió en 1945) en 1969, con varias estipulaciones. 1) Mary podría permanecer en la residencia hasta su muerte al igual que sus sirvientes, 2) La tierra nunca se subdividiría, y 3) el condado también compraría la casa de su hermana Edith, que se llamó Harkaway Farm (Esto es ahora el área llamada Middle Road Concert Area donde se encuentra el anfiteatro). Mary murió el 29 de octubre de 1974 y en 1976 se abrió al público el nuevo parque.

## En la cultura popular
Una gran parte de la película para televisión de 1996 The Christmas Tree, dirigida por Sally Field, se filmó en Hartwood.
Algunas escenas de la película de 2006 10th & Wolf se filmaron en el gran salón de Hartwood Mansion.
El episodio piloto de la adaptación cancelada de Twentieth Century Fox Television de la novela gráfica ganadora del premio Eisner de Joe Hill, Locke & Key, se filmó en Hartwood Mansion a principios de 2011.
Las escenas del éxito de taquilla de 2014 The Fault in our Stars se filmaron cerca de la entrada de Middle Road al parque.

## Esculturas
Once grandes esculturas al aire libre de artistas de renombre nacional coexisten con los visitantes del parque como parte de la colección permanente.
- Corona, 1978, Lila Katzen
- Imagen holística monumental IV, 1980, Betty Gold
- Serie de anillos n.° 5, 1983, Fletcher Benton
- Nube, 1982, Ron Bennett
- Estiramiento, 1980–81, Charles Ginnever
- Por lo tanto, 1977, Clement Meadmore
- Varonil, 1980, Lyman Kipp
- Caracoles grandes, 1982, David Hayes
- Mobius Trip X, 1966-1983, Peter Forakis
- Caracol grande, 1965, Tillie Speyer
- Oculto en lo obvio, Stanley Boyd Spotts
- Tótem, Lamina, Limbus, 1979, Jack Youngerman

## Galería

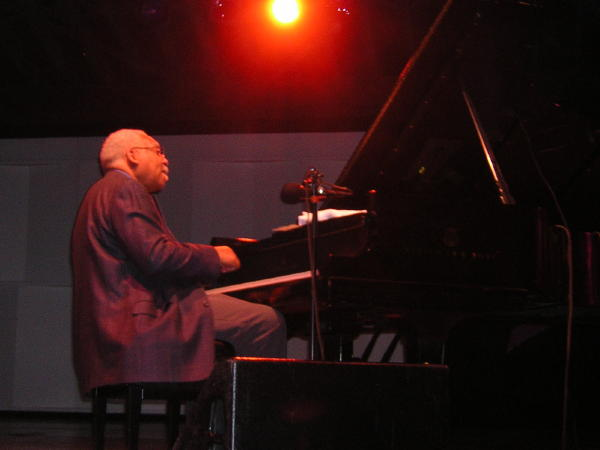
Ellis Marsalis Jr. en 2004
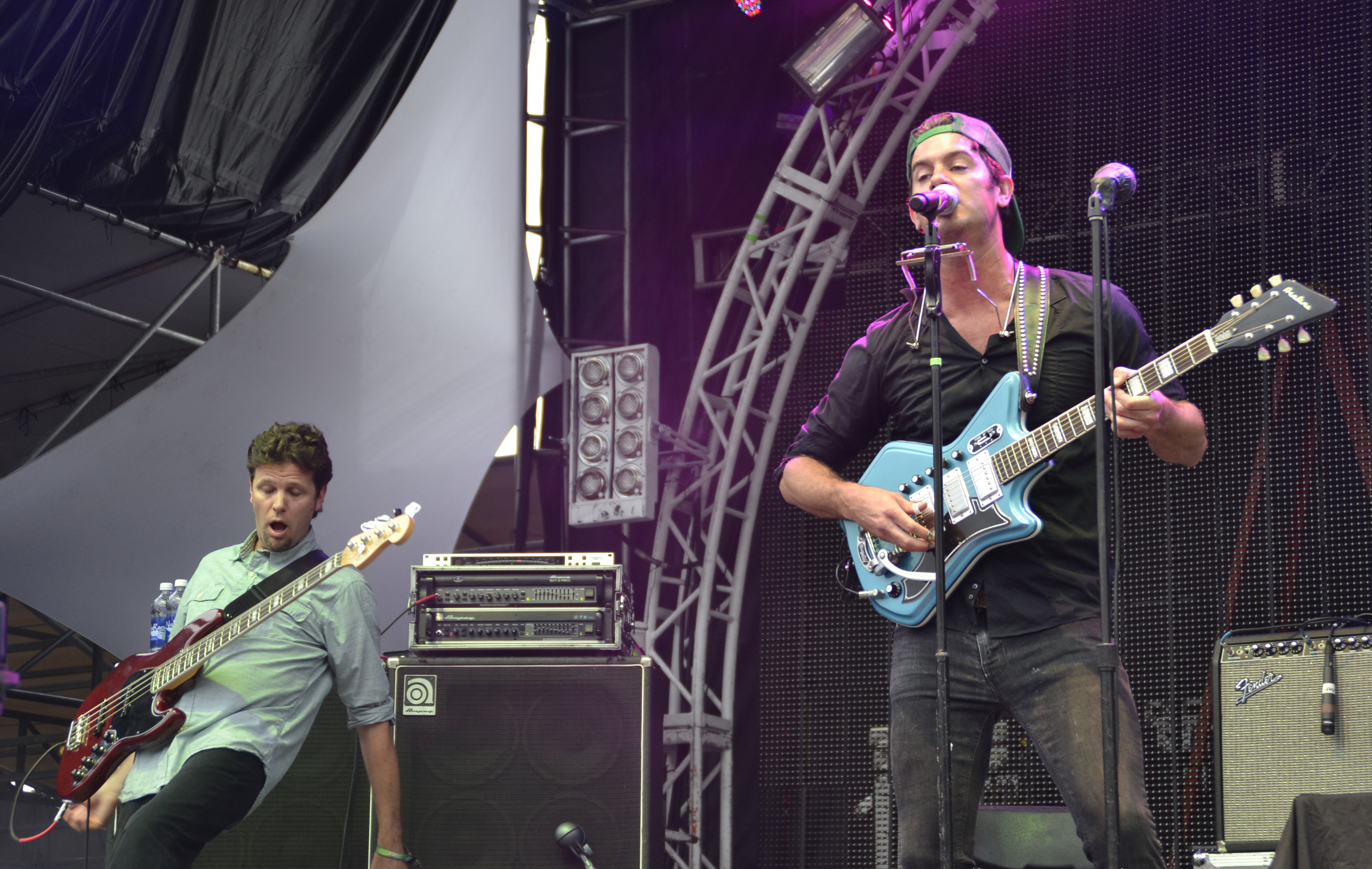
G. Amor y salsa especial en 2010
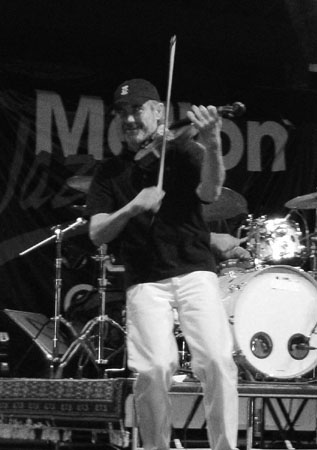
Jean-Luc Ponty en 2007
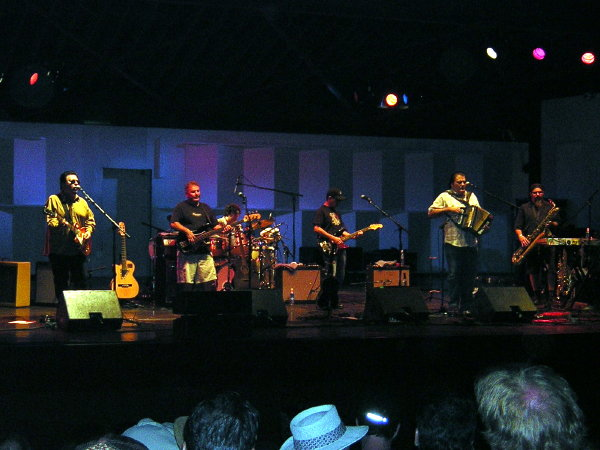
Los Lobos en 2005
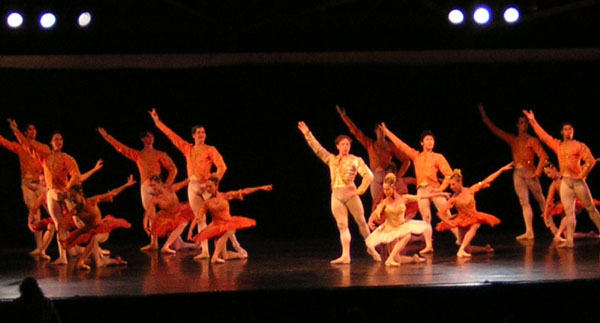
Teatro de Ballet de Pittsburgh en 2008
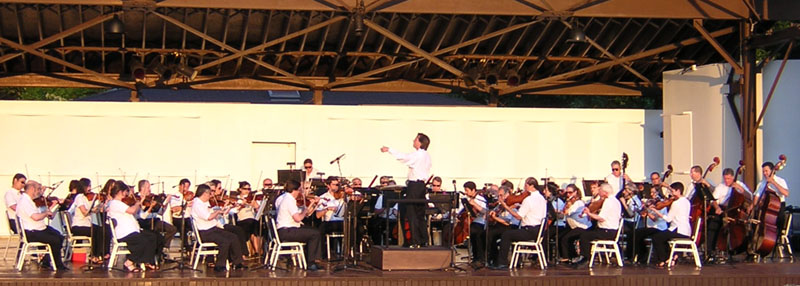
Orquesta Sinfónica de Pittsburgh en 2007